# Chionaema visayana
Chionaema visayana là một loài bướm đêm thuộc phân họ Arctiinae, họ Erebidae.